# GSM-R
Le GSM-R (Global System for Mobile communications - Railways) est un standard de communication sans fil basé sur le GSM, et développé spécifiquement pour les applications et les communications ferroviaires.
Il permet aux trains de communiquer avec les postes de régulation du trafic ferroviaire, aux agents de conduite, de circulation et de maintenance de communiquer entre eux en mode conférence (appels de groupe), et il autorise le support d'applications de type données comme l'ETCS.
Les normes EIRENE - MORANE spécifient une utilisation fonctionnelle et sans coupure de communication en GSM-R jusqu'à une vitesse de déplacement du train de 500 km/h.
Le GSM-R est un complément, dans la plupart des pays où il est mis en service, des systèmes analogiques de liaison entre les postes de régulation et les trains, par exemple en France la radio sol-train.

## Histoire
Le standard GSM-R a été développé dans le cadre de la mission que s'est donnée l'Union internationale des chemins de fer (UIC). Son but initial était la standardisation et l’amélioration des conditions de construction et d’exploitation des chemins de fer, particulièrement en matière de trafic international. Afin de développer ce standard le projet EIRENE a été mis en place en 1993 par l'UIC. C'est au sein de ce projet que les spécifications auxquelles le réseau GSM-R doit satisfaire ont été développées.
Le GSM-R, qui est construit à partir de la technologie GSM, bénéficie des économies découlant de cet héritage. Il autorise une mutation numérique à un coût compétitif, permettant le remplacement de tous les systèmes de communication filaire (le long de la voie) et des réseaux radio ferroviaires analogiques existant dans chaque pays qui sont incompatibles entre eux : on comptabilise en effet plus de 35 systèmes de communication ferroviaire différents, rien qu'en Europe…
Le GSM-R est une plateforme sécurisée pour les communications de voix et de données, entre les différents membres des équipes ferroviaires : conducteurs, régulateurs, membres de l'équipe de manœuvre, personnels à bord du train, chefs de gare. Il apporte des dispositifs tels que les appels de groupes (VGCS), les annonces ou appels diffusés (VBS), les appels localisés, et la préemption des appels en cas d'urgence. Il pourra supporter des applications telles que le suivi des marchandises, la vidéo-surveillance dans les trains et dans les gares, ainsi que les services d'informations des usagers.

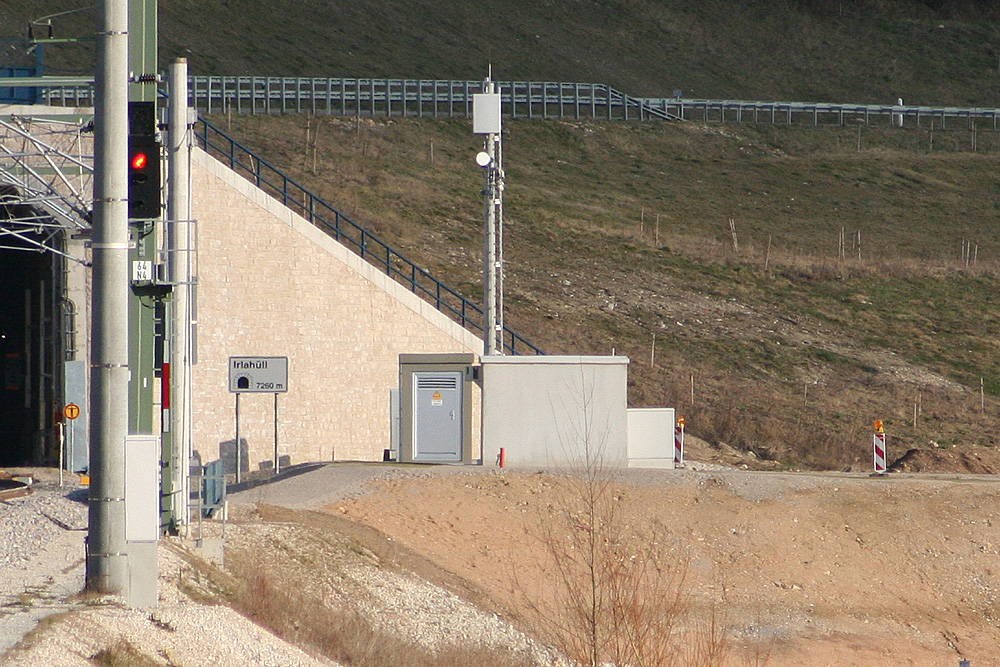
Mât d'émetteur GSM-R, ligne ferroviaire à grande vitesse de Nuremberg-Ingolstadt

Ce standard qui est le résultat de plus de dix ans de collaboration entre les nombreuses compagnies ferroviaires Européennes, finalise l'interopérabilité par l'utilisation d'une plateforme de communication unique. Le GSM-R permet dans les cas de l'ETCS de niveau 2 et 3 (voir ERTMS), de transporter des informations de signalisation ferroviaire directement jusqu'au conducteur, facilitant ainsi une vitesse de circulation du train plus élevée ainsi qu'un trafic plus dense, tout en maintenant un haut niveau de sécurité.
Les spécifications finalisées en 2000, sont basées sur le projet européen MORANE (Mobile Radio for Railways Networks in Europe). Les spécifications sont maintenues par le projet ERTMS de l'UIC.
Le GSM-R a été choisi par 38 pays à travers le monde, incluant tous les états membres de l'Union européenne, ainsi que des pays d'Asie, d'Eurasie et d'Afrique du Nord.
Le GSM-R utilise en général des tours relais (Base Transceiver Station, ou BTS) dédiées, proches de la voie ferrée. La distance entre deux BTS est de trois à quatre km. Cette proximité crée un haut degré de redondance et une plus grande couverture et fiabilité. Le train maintient en permanence une connexion numérique par modem vers le centre de régulation des trains. Cette connexion a un niveau de priorité supérieur aux autres utilisateurs (eMLPP). Si la connexion du modem est perdue, le train s'arrête automatiquement. En Allemagne, en Italie et en France, le réseau GSM-R compte entre 3000 et 4000 BTS.

### Système supérieur
Le GSM-R est une composante de l'ERTMS qui comprend :
- L'ETCS (système européen du contrôle des trains).
- Le GSM-R.

### Bande de fréquence
En Europe, le GSM-R utilise la bande de fréquence dédiée suivante :
- 876 MHz - 880 MHz : pour l'émission de données (uplink)
- 921 MHz - 925 MHz : pour la réception de données (downlink)

L'espacement en fréquence entre deux canaux physiques est de 200 kHz.
La modulation est de type GMSK (Gaussian Minimum Shift Keying).
Le GSM-R est également un système TDMA ("Time-Division Multiple Access"), c'est-à-dire un système de multiplexage temporel où la transmission des données est organisée pour chaque porteuse (ou canaux physiques) par Trame TDMA périodiques (période de 4,615 ms).
Chaque Trame TDMA est découpée en 8 intervalles de temps ("Time Slots") également appelés canaux logiques (d'une durée de 577 µs chacun), composés de 148 bits d'information.
Le GSM-R utilise une extension inférieure des fréquences du GSM 900 MHz (bande 890 MHz - 915 MHz pour l'émission et bande 935 MHz - 960 MHz pour la réception). En Chine, le GSM-R utilise une plage de 4 MHz de la bande E-GSM (GSM 900Mhz).

## Applications
Le GSM-R permet de nouveaux services et applications ; il offre notamment des possibilités de communication mobile dans les domaines de :
- la maîtrise et de la protection (Surveillance automatique des trains (Automatic Train Control/ETCS) et ERTMS)
- la communication entre le mécanicien et le dirigeant de service,
- la communication pour le personnel de train, ainsi que les équipes travaillant à bord du train
- l'envoi de message du train pour le service de contrôle du train
- la communication pour le personnel sur les gares, les sites de marchandises et sur les voies
- des applications spécifiques à chaque pays, comme la communication dans les tunnels, le transfert et l'analyse des données de service, des données de contrôle…

### Première application
Il sert à transmettre les données entre les trains et les postes de régulation du trafic ferroviaire avec les niveaux 2 et 3 du système ETCS. Ainsi quand le train arrive sur une des Eurobalises, il communique sa nouvelle position et sa vitesse et reçoit en retour l'autorisation d'entrer ou non sur le canton suivant et la nouvelle vitesse maximale. Il n'y a donc plus besoin de signalisation latérale.

### Autres applications

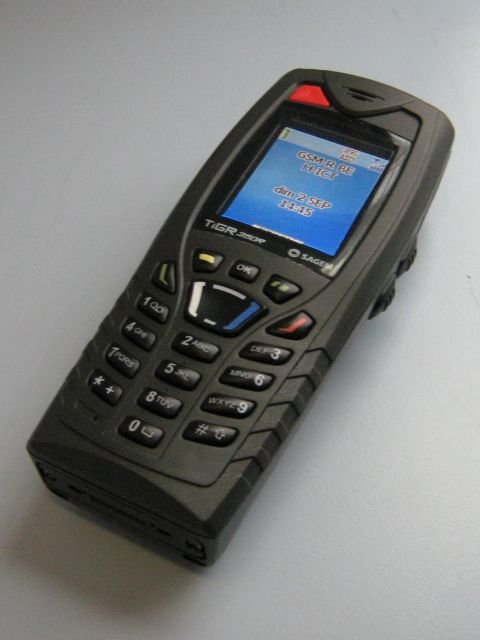
Un appareil GSM-R portable utilisé en 2007 par la SNCB

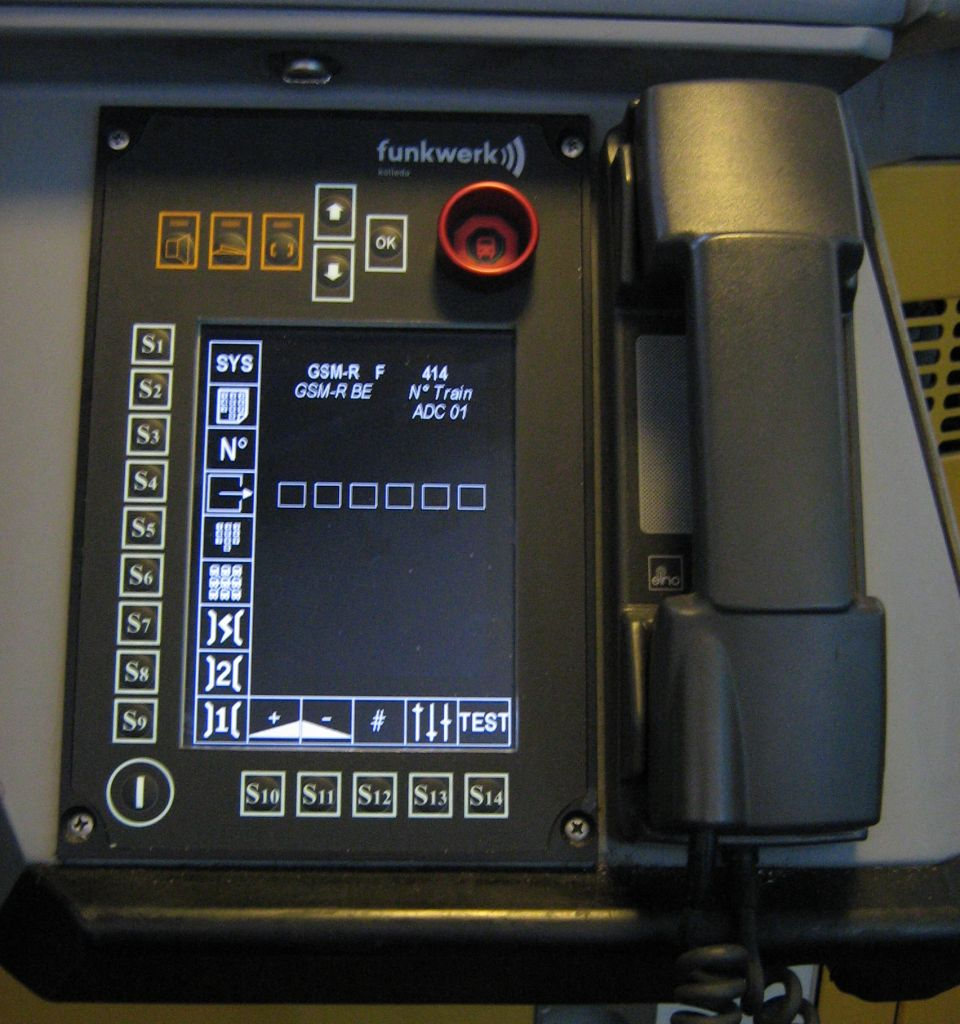
Un appareil GSM-R fixe équipant les engins de la SNCB.

Tout comme les équipements de téléphonie GSM, les équipements GSM-R permettent de transmettre des données et également de la voix. Les fonctionnalités nouvelles apportées par le GSM-R en matière de communication mobile, s'appuient sur les normes GSM, et sont décrites par les normes du projet EIRENE. On trouve notamment pour les appels :
- l'appel point-à-point (PtP Call : Point-to-Point Call), appel identique à ceux d'un GSM normal
- l'appel de groupe (VGCS : Voice Group Call System), sorte de communication semblable à l'alternat en Radiotéléphonie
- l'appel de diffusion (VBS : Voice Broadcast System), où il n'y a qu'une seule personne qui peut parler (les autres écoutent seulement)
- l'appel d'urgence (REC : Railways Emergency Call), qui est une sorte d'appel de groupe destiné à une urgence
- une gestion des différents types appels (PtP, VGCS, VBS et REC) par priorité

On trouve également les fonctionnalités suivantes :
- l'adressage fonctionnel (Fonctional Adressing), système d'alias qui permet d'enregistrer auprès du réseau GSM-R le numéro d'un téléphone en tant qu'une fonction temporaire occupée par son utilisateur (conducteur, contrôleur d'un train particulier…)
- un mode de fonctionnement spécifique aux manœuvres (Shunting), c'est-à-dire le travail sur les voies à l'élaboration où le stockage d'un convoi ferroviaire.

## Fonctionnalités GSM-R

### Dispositifs ASCI (Advanced Speech Call Items)

#### VGCS (Voice Group Call Service)
Le VGCS permet à un grand nombre d'utilisateurs de participer au même appel. Ce dispositif imite l'appel de groupe PMR (Private Mobile Radio) analogique avec le bouton PTT (Push-to-Talk).
Trois types d'utilisateurs sont définis : le Talker (Celui qui parle), le Listener (Celui qui écoute) et le Dispatcher (Le Régulateur). Le talker peut devenir un listener en relâchant le bouton PTT et le listener devient un talker en appuyant sur le bouton PTT.
Le principal avantage du VGCS comparé à un appel multi-party (le dispositif d'appel de conférence du GSM) est l'optimisation de l'occupation de la bande de fréquence. Ainsi, quand de nombreux utilisateurs sont dans la même cellule (GSM) ils vont utiliser une fréquence pour tous les listeners et deux fréquences pour le talker (comme pour un appel point-à-point). Lors d'un appel multi-party il y a deux fréquences utilisées pour chaque utilisateur.

#### VBS (Voice Broadcast Service)
Le VBS est un appel de diffusion : à la différence d'un VGCS, seule la personne ayant initié cet appel peut parler, les autres participants à l'appel ne peuvent qu'écouter. Ce type d'appel est utilisé principalement pour diffuser des messages pré-enregistrées ou faire des annonces.

#### REC (Railway Emergency Call: Appel d'urgence train)
Le REC est un appel de groupe, ou VGCS, destiné à une urgence. Il possède une priorité supérieure à celle des autres appels (un REC a une priorité de niveau 0 - voir ci-dessous : eMLPP)

### Service eMLPP (Multi-Level Precedence and Pre-emption Service)
Ce service définit des priorités pour les appels des utilisateurs. On trouve les niveaux de priorité suivants :
- A et B : Niveau de priorité les plus importants (réservés aux messages du réseau)
- 0 : Niveau le plus prioritaire parmi le service ASCI (principalement utilisé pour l'appel d'urgence train - REC)
- 1 : Niveau moins prioritaire que le niveau 0
- 2 : Niveau moins prioritaire que le niveau 1
- 3 : Niveau moins prioritaire que le niveau 2
- 4 : Niveau le moins prioritaire (priorité par défaut, elle est attribuée aux appels point à point)

Un système de réponse automatique (Auto-Answering) temporisé est également disponible pour les appels de priorité 0, 1 et 2.

### Dispositifs EIRENE (European Integrated Railway Radio Enhanced Network)

#### Gestion de numéro fonctionnel (Functional Number)
- Adressage par numéro fonctionnel

Permet d'appeler un terminal mobile (MS ou Mobile Station) à partir de sa fonction : conducteur du train ...
Cette fonction utilise
les fonctions USSD et Follow Me
la fonction UUS1 (pour l'affichage du numéro fonctionnel)
- Adressage dépendant de la localisation

Amélioration du principe d'adressage par numéro fonctionnel
Permet d'appeler le plus proche MS rattaché à une fonction : plus proche conducteur, plus proche contrôleur, …

#### Confirmation d'appel
Le système de confirmation d'appel n'est valable que pour les appels de groupe (VGCS) et les appels de diffusion (VBS) de priorité 0 (voir eMLPP).
Le principe consiste pour chaque terminal mobile ayant participé à l'appel (initiateur compris), à envoyer un rapport lorsque l'appel est quitté ou terminé. Ce rapport doit contenir comme information :
- Le type d'appel
- La durée de l'appel
- L'identification du mobile émetteur du rapport
- La cause de la fin de l'appel (Normal, fin volontaire par l'utilisateur, extinction du mobile volontaire, extinction pour cause de batterie déchargée,...)

Si le rapport n'a pas pu être envoyé (extinction du terminal mobile volontaire ou pour cause de batterie déchargée), le terminal mobile essaie à nouveau de le renvoyer lors de son redémarrage.

#### Mode manœuvre (Shunting mode)
Le mode "Shunting" est le terme utilisé pour décrire l'application qui régule et contrôle les utilisateurs qui accèdent aux communications shunting.
Un signal sonore, le "LAS" (Link Assurance Signal) est émis dans le but de confirmer au mécanicien (conducteur du train) que le lien radio est opérationnel et fonctionne.

#### Mode direct (Direct mode)
Le mode direct est le mode de communication par alternat (talkie-walkie) où les terminaux mobiles communiquent ensemble sans utiliser le réseau mobile. Il a été proposé par le projet Eirene, même s'il n'a jamais été mis en application depuis lors.
SAGEM dit avoir développé un mode direct GSM, actuellement non reconnu dans les spécifications GSM-R, et pour lequel aucune fréquence n'est encore allouée.

## Le marché du GSM-R

### Groupes constituants le marché GSM-R
Les différents groupes qui constituent le marché du GSM-R sont :
Les gestionnaires de l'infrastructure et les opérateurs ferroviaires
| Pays               | Gestionnaire infrastructure : | Opérateur(s) ferroviaire(s) : |
| ------------------ | ----------------------------- | ----------------------------- |
| Algérie            | ANESRIF                       | SNTF                          |
| Allemagne          | DB Netz                       | DBAG                          |
| Belgique           | Infrabel                      | SNCB                          |
| Espagne            | ADIF                          | RENFE                         |
| Finlande           | RHK                           | VR                            |
| France             | SNCF Réseau Eurotunnel        | SNCF                          |
| Royaume-Uni        | Network Rail Limited          | Liste des exploitants         |
| Inde               | -                             | IR                            |
| Italie             | RFI                           | TI                            |
| Norvège            | JBV                           | NSB                           |
| Pays-Bas           | ProRail                       | NS                            |
| Suède              | BV                            | SJ                            |
| Suisse             | SBB CFF FFS                   | SBB CFF FFS                   |
| Luxembourg         | ACF                           | CFL                           |
| République tchèque | SŽDC                          | ČD                            |
| Pays                    | Gestionnaire infrastructure : | Opérateur(s) ferroviaire(s) : |
| ----------------------- | ----------------------------- | ----------------------------- |
| Autriche                | GYSEV                         | ÖBB                           |
| Croatie (Site Pilote)   | -                             | HŽ                            |
| Slovaquie (Site Pilote) | -                             | ŽSR                           |
| Pays            | Gestionnaire infrastructure : | Opérateur(s) ferroviaire(s) : |
| --------------- | ----------------------------- | ----------------------------- |
| Chine           | CR                            | KNR                           |
| Danemark        | Banedanmark                   | DSB                           |
| Hongrie         | VPE                           | MÁV                           |
| Irlande         | CIÉ                           | IÉ                            |
| Irlande du Nord | -                             | NIR                           |
| Pologne         | -                             | PKP S.A.                      |
| Russie          | -                             | RŽD                           |
| Slovénie        | AZP                           | SŽ                            |
| États-Unis      | US/DOT                        | Amtrak                        |
| Australie       | RailCorp                      | RailCorp                      |
Source : UIC (23/05/2006)
Les fournisseurs d'équipements de télécommunications
Les compagnies Huawei, Kapsch CarrierCom et Siemens sont les principaux fournisseurs de l'infrastructure du réseau GSM-R.
Solutions pour centre de contrôle et de régulation
Siemens Transportation Systems, Frequentis et Zenitel.
Les constructeurs de terminaux mobiles
Constructeurs de téléphones :
- Sierra Wireless (anciennement SagemCom) - Arrêt de la production de mobile GSM-R en 2015;
- Funkwerk;
- SED Wireless;
- Selex (en);
- Triorail;
- Huawei.

Constructeurs de Cab-radio (Radio de Cabine Train) :
- Alstom;
- Siemens;
- Hörmann;
- Funkwerk.

### État actuel de déploiement
En Italie le réseau GSM-R est exploité commercialement sur 10 000 km de lignes depuis 2004.
En Allemagne, le réseau GSM-R est en service depuis un certain temps[réf. nécessaire].
Aux Pays-Bas, le GSM-R est le seul moyen de communication : l'utilisation de la radio analogique a cessé depuis le 1er janvier 2007.

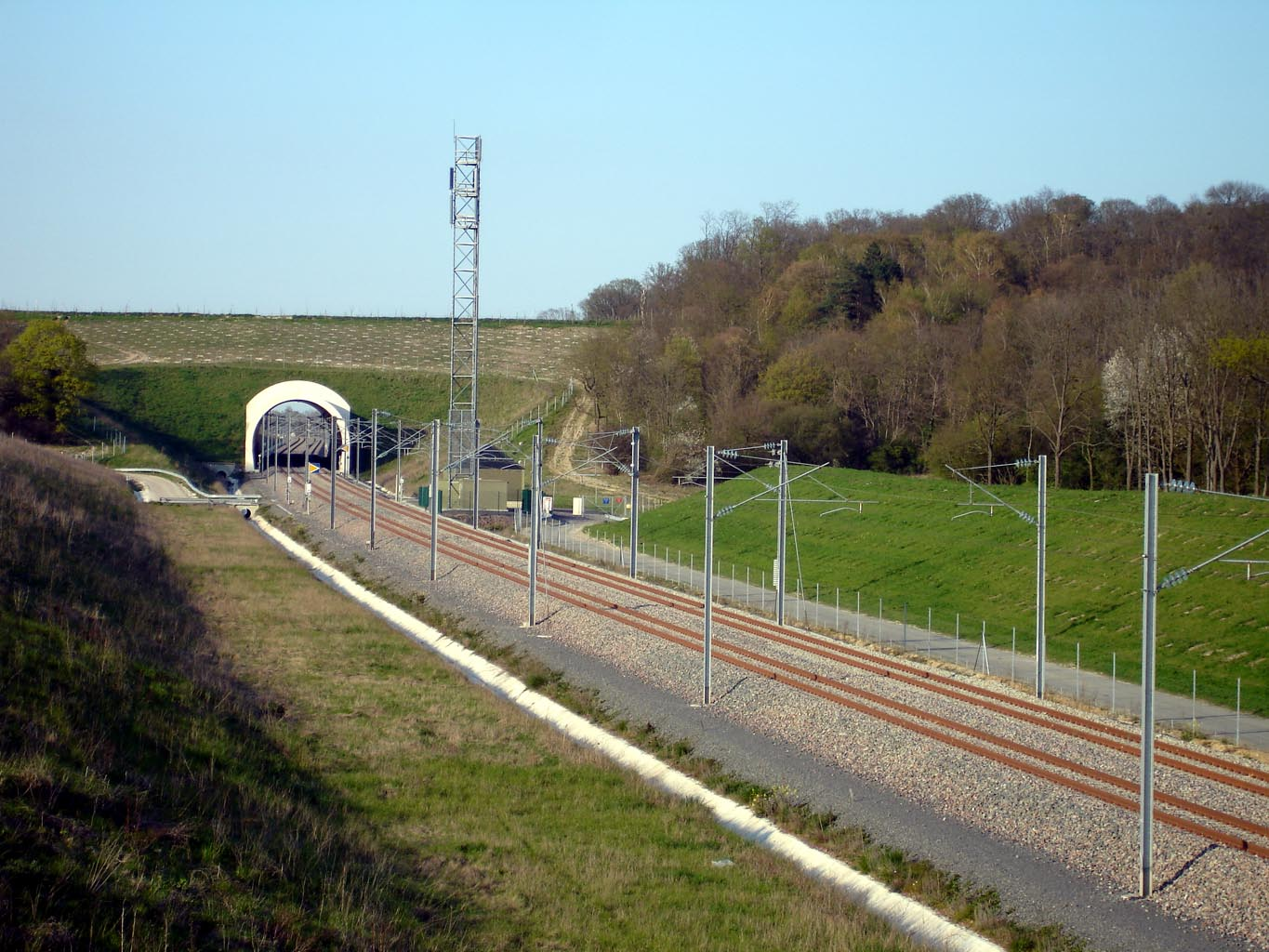
La LGV Est européenne à Villevaudé. Remarquez l'émetteur GSM-R.

En France, le déploiement du GSM-R sur le RFN est toujours en cours. Fin 2016, 80 % des circulations sont équipées. Utilisation sur d'autres réseaux :
- Ligne 4 du tramway d'Île-de-France (Tram Train Aulnay Bondy) depuis le 18 novembre 2006.
- EOLE (RER E) de Magenta (Gare du Nord) à Chelles-Gournay (ligne Paris - Strasbourg) et de Magenta à Gretz-Armainvilliers (ligne Paris - Mulhouse) en passant par Noisy-Le-Sec depuis le 28 janvier 2007.
- Tram-Train de l'Ouest Lyonnais (Lignes Lyon - Sain Bel et Lyon - Brignais) depuis le 24 septembre 2012.

En 2007 en Grande-Bretagne le GSM-R était à l'essai sur les lignes suivantes :
- dans le comté du Strathclyde en Écosse,
- sur la West Coast Main Line (WCML) entre Rugby et Wembley.

Seuls les téléphones mobiles GSM-R étaient utilisés, en 2007, pour communiquer. Le réseau GSM-R britannique n'est pleinement opérationnel que depuis 2013, pour un coût de £ 1,8 milliard (ce coût ne comprend pas la WCML). il est utilisé sur l'ensemble du réseau depuis 2016.
En Belgique (Infrabel), le réseau est complètement déployé (environ 500 BTS) et est en phase de validation. La mise en service officielle était prévue pour janvier 2010.

## Glossaire GSM-R
- ASCI : « Advanced Speech Call Items »

Dispositif d'appels voix avancés, regroupant les VGCS (normaux et REC), VBS, et service eMLPP.
- eMLPP : « Multi-Level Precedence and Pre-emption Service »

Service de gestion de priorités attribué aux appels voix.
- GSM-R : « Global System for Mobiles - Railways »

Standard international de communication mobile pour les chemins de fer, basé sur le GSM.
- PtP Call : « Point-to-Point Call »

Appel point à point, c'est-à-dire une communication GSM normale entre deux interlocuteurs (appel voix).
- EIRENE : « European Integrated Railway Radio Enhanced NEtwork »

On distingue trois entités : le projet EIRENE, les normes EIRENE et le dispositif EIRENE.
1. Le projet EIRENE (projet de Réseau Amélioré de Radiocommunication Ferroviaire Intégré Européen) est un projet de concertation créé par l'UIC.
2. Les normes EIRENE.
3. Le dispositif EIRENE regroupe les fonctionnalités d'adressage par numéro fonctionnel, le système de confirmation d'appel (pour les VGCS et VBS de priorité 0), le mode manœuvre et le mode direct.

- USSD : « Unstructured Supplementary Service Data »

Pouvant se traduire par Données de Service Supplémentaires Peu Structurées, c'est une fonctionnalité de messages courts des téléphones GSM. Il est généralement associé aux services de téléphonie de type temps réel ou de messagerie instantanée. L'USSD est plus rapide que les SMS, mais il n'y a aucune possibilité d'enregistrement et transfert.
- VGCS : « Voice Group Call Service »

Appel de groupe (service ASCI).
- VBS : « Voice Broadcast Service »

Appel de diffusion (service ASCI).
- REC : « Railway Emergency Call »

Appel d'urgence train (VGCS spécifique de priorité 0).
Voir également : liste des sigles de la téléphonie mobile